# Mahafalytenus isalo
Mahafalytenus isalo là một loài nhện trong họ Ctenidae.
Loài này thuộc chi Mahafalytenus. Mahafalytenus isalo được miêu tả năm 2007 bởi Silva.